# Saint-Jean-du-Sud
Saint-Jean-du-Sud (en criollo haitiano Sen Jan disid) es una comuna de Haití que está situada en el distrito de Port-Salut, del departamento de Sur.

## Historia
Fundado con el nombre de Trou-de-Port, pasó a ser comuna en 1929 con su actual denominación.

## Secciones
Está formado por las secciones de:
- Tapion
- Débouchette
- Trichett

## Demografía
| Gráfica de evolución demográfica de Saint-Jean-du-Sud entre 2009 y 2015 |
|                                                                         |

Los datos demográficos contemplados en este gráfico de la comuna de Saint-Jean-du-Sud son estimaciones que se han cogido de 2009 a 2015 de la página del Instituto Haitiano de Estadística e Informática (IHSI). 